# Tráfico de cibersexo
O tráfico de cibersexo ou tráfico de sexo virtual ou abuso sexual por transmissão ao vivo  é um crime cibernético envolvendo tráfico sexual e transmissão ao vivo de atos sexuais coagidos  e/ou estupro pela webcam.
O tráfico de sexo virtual é diferente de outros crimes sexuais.  As vítimas são transportadas por traficantes para 'antros de cibersexo', que são locais com webcams  e dispositivos conectados à Internet com software de streaming ao vivo. Lá, as vítimas são forçadas a realizar atos sexuais com elas mesmas ou outras pessoas  em escravidão sexual  ou estupradas pelos traficantes, ou ajudando agressores em vídeos ao vivo. Frequentemente, as vítimas são obrigadas a observar consumidores ou compradores distantes, pagantes, em telas compartilhadas e seguir seus comandos. Frequentemente, é uma forma cibernética comercializada de prostituição forçada. Mulheres, crianças e pessoas em situação de pobreza são particularmente vulneráveis ao sexo forçado pela internet. As imagens de comunicação mediadas por computador produzidas durante o crime são um tipo de pornografia de estupro  ou pornografia infantil  que é filmada e transmitida em tempo real e pode ser gravada.
Não há dados sobre a magnitude do tráfico de sexo virtual no mundo. A tecnologia para detectar todos os incidentes de crime de streaming ao vivo ainda não foi desenvolvida. Milhões de relatórios de tráfico de sexo virtual são enviados às autoridades anualmente. É uma indústria ilícita de bilhões de dólares que surgiu com a era digital  e está conectada à globalização. Surgiu a partir da expansão mundial das telecomunicações e da proliferação global da internet  e smartphones, particularmente nos países em desenvolvimento. Também foi facilitado pelo uso de software, sistemas de comunicação criptografados  e tecnologias de rede  que estão em constante evolução, bem como pelo crescimento de sistemas internacionais de pagamento online com serviços de transferência eletrônica e criptomoedas que escondem as identidades do transator.
A natureza transnacional e a escala global do tráfico de cibersexo exigem uma resposta unida das nações, corporações e organizações do mundo todo para reduzir os incidentes do crime; proteger, resgatar e reabilitar vítimas; e prender e processar os perpetradores. Alguns governos iniciaram campanhas de advocacia e mídia com foco na conscientização sobre o crime. Eles também implementaram seminários de treinamento realizados para ensinar policiais, promotores e outras autoridades, bem como trabalhadores de ONGs, a combater o crime e fornecer serviço pós-trauma informado. Uma nova legislação de combate ao tráfico de sexo virtual é necessária no século XXI.

## Terminologia
Cyber-, como uma forma combinada, é definido como 'conectado a redes de comunicação eletrônica, especialmente a internet'. O tráfico sexual é o tráfico humano para fins de exploração sexual, incluindo escravidão sexual. Vítimas de tráfico de cibersexo são traficadas ou transportadas para 'antros de cibersexo', que são quartos ou locais com uma webcam. O cibercrime também envolve o transporte ou streaming de imagens dos corpos das vítimas e agressões sexuais em tempo real, através de um computador com webcam, para outros computadores conectados à internet. Assim, ocorre em parte no mundo físico ou real, visto que a agressão sexual é real, e em parte no ciberespaço.

## Vítimas
As vítimas, predominantemente mulheres   e crianças, são sequestradas, ameaçadas ou enganadas.  Outras são drogadas. Elas são mantidas em cativeiro e trancadas  em quartos com janelas cobertas ou sem janelas e uma webcam.  Elas experimentam traumas físicos e psicológicos. Estupros coletivos ocorrem pela webcam.  Algumas são coagidas ao incesto. As vítimas não recebem comida, são privadas de sono  e são forçadas a atuar quando estão doentes. Elas contraem doenças, incluindo tuberculose, durante o cativeiro. Várias são agredidas ou torturadas. 
As vítimas podem ser exploradas em qualquer local onde os traficantes de cibersexo tenham computador, tablet ou telefone com conexão à internet. Esses locais, comumente chamados de 'antros de cibersexo', podem ser em residências, hotéis, escritórios, cibercafés e outros negócios, tornando-os extremamente difíceis ou impossíveis para a polícia identificar.  O número de vítimas de tráfico de sexo virtual é desconhecido.  Algumas vítimas são simultaneamente forçadas à prostituição em um bordel ou outro local.
Resgates envolvendo exploração sexual comercial ao vivo de crianças pelos pais geralmente exigem a separação dos menores de suas famílias e uma nova vida para eles em um abrigo.
Algumas vítimas não são fisicamente transportadas e mantidas em cativeiro, mas sim vítimas de extorsão sexual online. Elas são ameaçados, chantageadas pela webcam  ou intimidadas para se filmarem cometendo atos sexuais online. As vítimas são coagidas a se auto-penetrar, no que foi chamado de 'estupro à distância'. Outros são enganadas, inclusive por falsos parceiros românticos que, na verdade, são distribuidores de estupro ou pornografia infantil, a se filmarem se masturbando. Os vídeos são transmitidos ao vivo para os compradores ou gravados para venda posterior.
Aquelas que são marginalizadas por causa da pobreza, conflito, exclusão social, discriminação ou outras desvantagens sociais correm um risco maior de serem vítimas. O tráfico de cibersexo e/ou disseminação não consensual de conteúdo sexual envolvendo mulheres e meninas, muitas vezes envolvendo ameaças, tem sido referido como “violência digital de gênero” ou 'violência online baseada em gênero '.
As vítimas, apesar de coagidas, continuam a ser criminalizadas e processadas em certas jurisdições.

## Perpetradores
Os traficantes transportam as vítimas para locais com webcams e software de transmissão ao vivo. Eles ou os auxiliares dos assaltantes então cometem e filmam crimes sexuais para produzir pornografia de estupro em tempo real ou materiais de pornografia infantil que podem ou não ser gravados. O público online ou consumidores, que muitas vezes são de outro país, podem emitir comandos para as vítimas ou estupradores e pagar pelos serviços. Os perpetradores do sexo masculino e feminino , operando atrás de uma barreira virtual e muitas vezes no anonimato, vêm de países de todo o mundo  e de todas as classes sociais e econômicas. Alguns traficantes e agressores foram familiares, amigos e conhecidos das vítimas. Os traficantes podem ser parte ou auxiliados por organizações criminosas internacionais, gangues locais ou pequenas quadrilhas de crime, ou simplesmente ser uma pessoa. Eles operam clandestinamente e às vezes carecem de estruturas coordenadas que possam ser erradicadas pelas autoridades. A maioria dos compradores ou consumidores são homens. A impunidade é um problema. A natureza criptografada da tecnologia moderna dificulta rastrear os perpetradores. Eles são motivados pela ganância  e/ou gratificação sexual. Os traficantes anunciam crianças na internet para obter compradores. Os fundos adquiridos por traficantes de cibersexo podem ser lavados.
Predadores estrangeiros procuram e pagam por serviços de transmissão ao vivo ou feitos sob encomenda  Eles se envolvem em ameaças para ganhar a confiança dos traficantes locais, geralmente os pais das vítimas ou vizinhos, antes que o abuso ocorra.

## Plataformas de internet

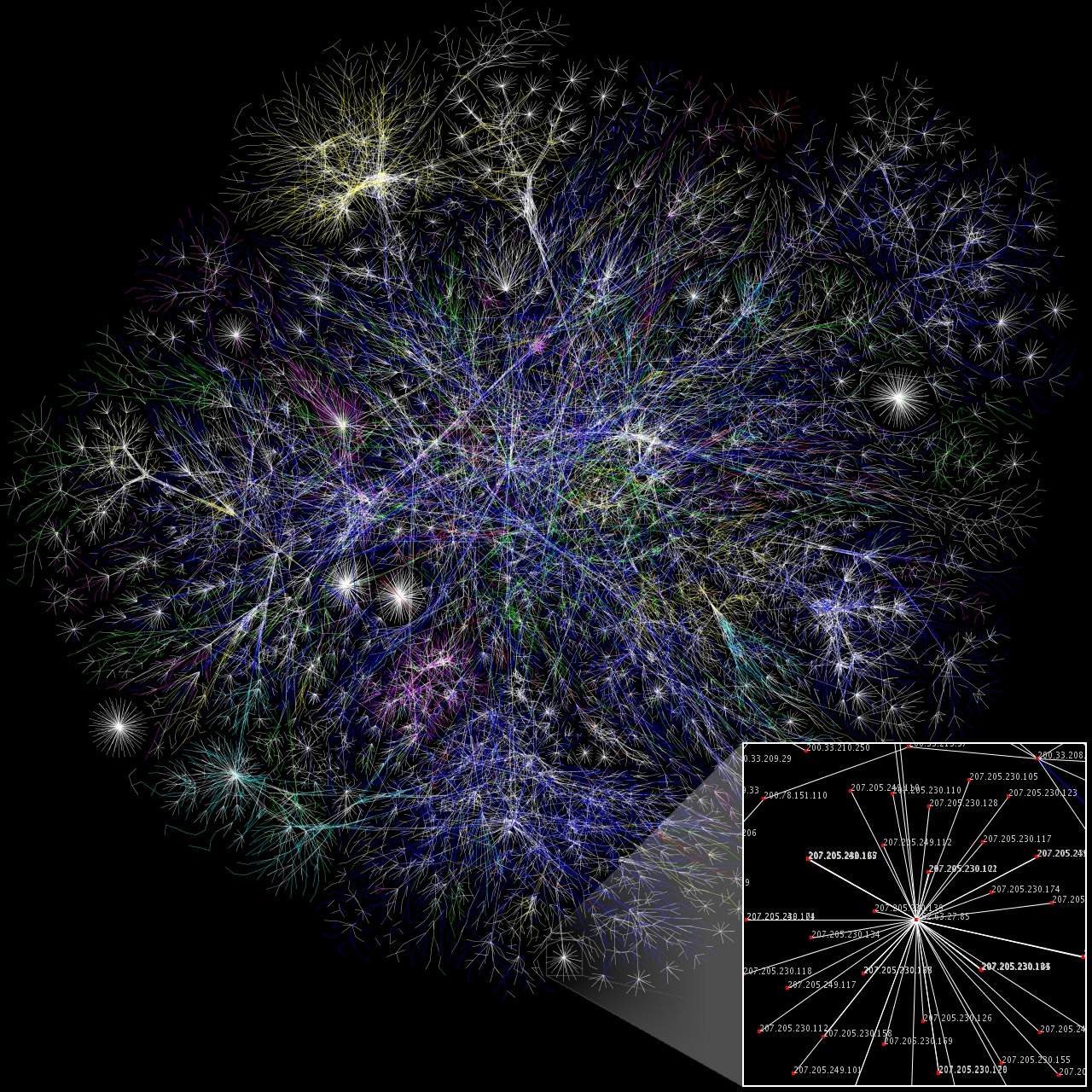
O tráfico de cibersexo é um crime cibernético executado em parte por meio de computadores e da Internet. Os traficantes transportam as vítimas para 'antros de sexo virtual' e usam webcams para transmitir agressões sexuais em tempo real através de um computador para a Internet para compradores distantes em todo o mundo.

O tráfico de cibersexo é parcialmente um crime baseado na Internet. Os perpetradores usam redes de mídia social, videoconferências, páginas de namoro, salas de bate-papo online, aplicativos móveis, sites obscuros  e outras páginas e domínios. Eles também usam Telegram (software)  e outras plataformas de mensagens instantâneas baseadas em nuvem  e serviços de Voice Over Internet Protocol (VoIP), bem como plataformas ponto a ponto (P2P), redes privadas virtuais (VPN), e Protocolos e software Tor, entre outras aplicações, para realizar atividades de forma anônima.
Os consumidores fazem pagamentos a traficantes, que às vezes são membros da família da vítima, usando Western Union, PayPal entre outros sistemas de pagamento eletrônico.

### Dark web
O tráfico de cibersexo ocorre comumente em alguns sites da dark web, onde os usuários recebem cobertura técnica sofisticada contra identificação.

### Mídia social
Os perpetradores utilizam o Facebook  e outras tecnologias de mídia social.

### Videotelefonia
O tráfico de cibersexo ocorre no Skype  e em outros aplicativos de videoconferência. Os pedófilos direcionam o abuso sexual infantil usando seus serviços de transmissão ao vivo.

### Austrália e Oceania
A Polícia Federal Australiana (AFP) investiga crimes de tráfico de sexo cibernético internamente e na região da Ásia-Pacífico .

### Ásia leste
O tráfico de cibersexo ocorreu no caso enésima sala de 2018–2020 na Coreia do Sul.
Mulheres e meninas norte-coreanas foram submetidas a estupro penetrativo vaginal e anal, tateamento e masturbação forçada em 'antros de estupro online' na China.

### Europa
A Agência da União Europeia para a Cooperação Policial (Europol) investiga e divulga a conscientização sobre o abuso sexual por streaming ao vivo. O Centro Europeu de Cibercrime (EC3) da Europol está especialmente equipado para combater o cibercrime.
A National Crime Agency (NCA) do Reino Unido investiga crimes de tráfico de sexo cibernético no país e no exterior.

### América do Norte
O Federal Bureau of Investigation (FBI)  e Homeland Security Investigations (HSI), o braço investigativo do Departamento de Segurança Interna dos Estados Unidos, realizam operações anti-tráfico de sexo virtual.

### Sudeste da Ásia
O Fundo das Nações Unidas para a Infância (UNICEF) identificou as Filipinas como o centro global do tráfico de sexo virtual. O Escritório de Crimes Cibernéticos do Departamento de Justiça das Filipinas recebe centenas de milhares de dicas de vídeos e imagens de crianças filipinas exploradas sexualmente na Internet.  A Polícia Nacional das Filipinas, junto com seu Centro de Proteção à Mulher e Crianças (WCPC), Centro de Crimes da Internet contra Crianças das Filipinas (PICACC), Conselho Interagencial das Filipinas contra o Tráfico (IACAT, Departamento de Justiça (Filipinas) e Departamento de Bem-Estar Social e Desenvolvimento  combatem o tráfico de cibersexo no país. Rancho ni Cristo em Cebu é um abrigo dedicado exclusivamente a reabilitar crianças vítimas de abuso sexual por transmissão ao vivo. As crianças no abrigo recebem alimentação, cuidados médicos, aconselhamento, aconselhamento e treinamento em habilidades para a vida.
A força-tarefa da Polícia Real da Tailândia para Crimes contra Crianças na Internet (TICAC) combate o tráfico de cibersexo no país.

## Combatendo o crime
Autoridades, com experiência em forense online, criptografia e outras áreas, usam a análise de dados e o compartilhamento de informações para combater o tráfico de sexo virtual. O aprendizado profundo, algoritmos e reconhecimento facial também devem combater o crime cibernético. Os botões de sinalização ou de pânico em determinados softwares de videoconferência permitem que os usuários relatem pessoas suspeitas ou atos de abuso sexual ao vivo. As investigações às vezes são dificultadas por leis de privacidade que dificultam o monitoramento e a prisão dos perpetradores. As taxas de condenação dos perpetradores são baixas.
A Organização Internacional de Polícia Criminal (ICPO-INTERPOL) coleta evidências de abuso sexual ao vivo e outros crimes sexuais. A Virtual Global Taskforce (VGT) compreende agências de aplicação da lei em todo o mundo que combatem o crime cibernético. O Fundo das Nações Unidas para a Infância (UNICEF) financia o treinamento da polícia para identificar e lidar com o crime cibernético.
Empresas multinacionais de tecnologia, como Google, Microsoft e Facebook, colaboram, desenvolvem ferramentas digitais e auxiliam a aplicação da lei no seu combate.

### Educação
O Ministério da Educação da Malásia introduziu a conscientização sobre o tráfico de sexo cibernético nos programas de ensino médio.

## Relação com outros crimes sexuais

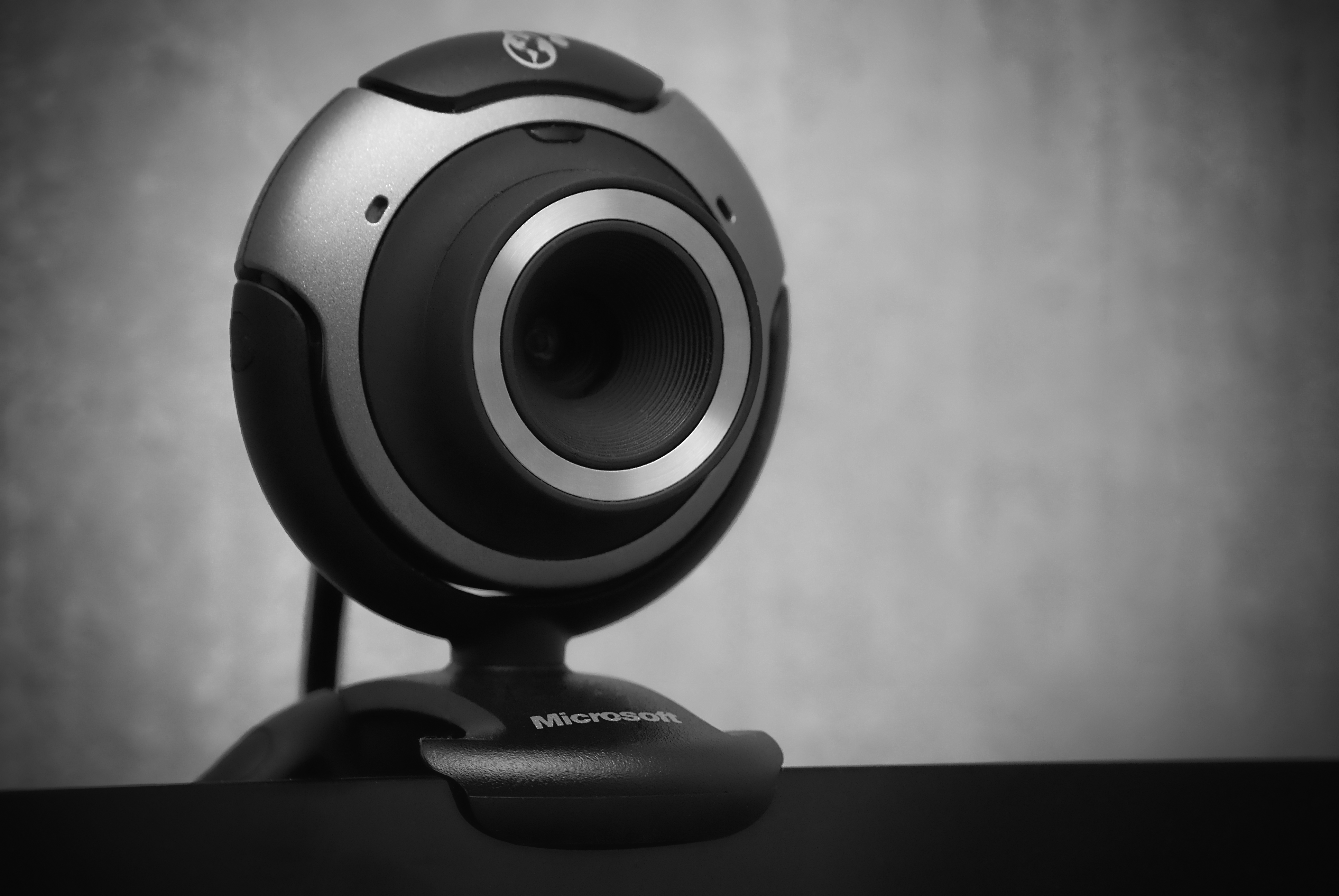
O tráfico de cibersexo é diferente de outros crimes sexuais, pois envolve o tráfico da vítima e o uso simultâneo de software de transmissão ao vivo e webcams, incluindo smartphones e tablets.

O tráfico de cibersexo compartilha características semelhantes ou se sobrepõe a outros crimes sexuais . Dito isso, de acordo com o advogado Joshua T. Carback, é "um desenvolvimento único na história da violência sexual"  e "distinto em vários aspectos das concepções tradicionais de pornografia infantil online e tráfico de pessoas".  A principal particularização é que as vítimas são traficadas ou transportadas e, em seguida, estupradas ou abusadas em shows de sexo ao vivo pela webcam. O Escritório das Nações Unidas sobre Drogas e Crime identificou o crime cibernético envolvendo vítimas de tráfico em programas de sexo pela webcam como um problema emergente. Os programas ilegais de transmissão ao vivo ocorrem em 'antros de cibersexo', que são salas equipadas com webcams. O cibercrime às vezes é informalmente chamado de 'estupro de webcam'.

## Organizações não-governamentais
A International Justice Mission é uma das principais organizações sem fins lucrativos do mundo que realiza iniciativas contra o tráfico de sexo virtual. Acabar com a prostituição infantil, a pornografia infantil e o tráfico de crianças para fins sexuais (ECPAT)  e o Peace and Integrity of Creation-Integrated Development Center Inc., uma organização sem fins lucrativos nas Filipinas, apóia operações de aplicação da lei contra tráfico de cibersexo.
O Centro Nacional para Crianças Desaparecidas e Exploradas dos Estados Unidos auxilia as autoridades em casos de tráfico de cibersexo. Ele fornece relatórios CyberTipline para agências de aplicação da lei.
Terre des hommes é uma organização sem fins lucrativos internacional que combate o abuso sexual de crianças por streaming ao vivo.
A Korea Future Initiative é uma organização com sede em Londres que obtém provas e publica violações dos direitos humanos, incluindo o cibersexo tráfico de mulheres e meninas norte-coreanas na China.